# Inkhundla Lugongolweni
L'Inkhundla Lugongolweni è uno degli undici tinkhundla del distretto di Lubombo, nell'eSwatini.

## Geografia antropica

### Suddivisioni amministrative
L'Inkhundla è suddiviso nei 4 seguenti imiphakatsi: Langa, Makhewu, Mlindazwe, Sitsatsaweni.